# Rhinolophus eloquens
Rhinolophus eloquens es una especie de murciélago de la familia Rhinolophidae.

## Distribución geográfica
Se encuentra en Etiopía, Kenia, Ruanda, Somalia, Sudán, Tanzania y Uganda.

## Hábitat
Su hábitat natural son: sabanas áridas cuevas, y los lugares subterráneos.

## Estado de conservación
Se encuentra amenazada de extinción por la pérdida de su hábitat natural.